# Helen Hanft
Helen Hanft (ur. 3 kwietnia 1934 w Nowym Jorku, zm. 30 maja 2013 tamże) – amerykańska aktorka filmowa i telewizyjna.

## Filmografia
seriale
- 1990: Prawo i porządek jako Martha / Vera
- 2001: Zawód glina jako Kobieta w średnim wieku
- 2001: Prawo i porządek: Zbrodniczy zamiar jako Ruth Cohen

film
- 1976: Luke Was There jako Pani z zakupami
- 1980: Wspomnienia z gwiezdnego pyłu jako Vivian Orkin
- 1987: Wpływ księżyca jako Lotte
- 1990: Wesele Betsy jako Monterka
- 2007: Hałas jako Energiczny sędzia
- 2009: Beautiful Darling